# Rubén Ruiz Ibárruri
Rubén Ruiz Ibárruri (en ruso: Рубен Руис Ибаррури; Musques, España; 9 de enero de 1920 - Srédniaya Ájtuba, Unión Soviética; 3 de septiembre de 1942) fue un militar español y de la Unión Soviética. Participó en la guerra civil española, y en la Segunda Guerra Mundial. Fue premiado con algunas de las más altas condecoraciones militares soviéticas, como el título honorífico de Héroe de la Unión Soviética y dos veces con la Orden de la Bandera Roja. Era hijo de Dolores Ibárruri, más conocida como «La Pasionaria», una de las máximas dirigentes del Partido Comunista de España (PCE).

## Biografía

### Infancia y juventud
Nació en el valle de Somorrostro, en Musques, en Vizcaya, el 9 de enero de 1920, hijo de Dolores Ibárruri y Julián Ruiz Gabiña. De los seis hijos de «La Pasionaria», Rubén fue el único varón. Junto a su hermana Amaya Ruiz Ibárruri, fueron los únicos que llegaron a la edad adulta, ya que las otras cuatro hermanas fallecieron siendo pequeñas en un ambiente de pobreza y revolucionario. Su casa familiar era a veces registrada en búsqueda de armas o propaganda por la policía o la guardia civil. Su padre era minero y socialista. Su madre, de familia tradicional católica, entendió el marxismo como herramienta de liberación. En 1917 quedó muy impresionada por el triunfo de la Revolución Bolchevique en Rusia y poco después, Dolores y Julián abandonarían el socialismo para militar en el comunismo fundando el Partido Comunista Obrero Español.

### Segunda República Española
En 1931 se proclama la Segunda República y la familia se muda a Madrid, donde Dolores dirigirá la publicación de Mundo Obrero. Durante estos años, Dolores fue llevada a prisión varias veces, debido a sus críticos discursos y a su activa militancia política, también viajaría a la Unión Soviética en 1933. Rubén y Amaya en Madrid, por las zonas obreras de Cuatro Caminos o por la calle de Bravo Murillo, se dedicaron a vender el periódico comunista Mundo Obrero.
En 1935, después de que Dolores Ibarruri fuera encarcelada de nuevo junto a miles de personas tras la fallida Revolución de Asturias de 1934, tanto él como su hermana Amaya fueron enviados a la Unión Soviética, cruzando en tren Berlín y la Alemania nazi. Llegaron a Moscú bajo una identidad falsa. En un primer momento, los enviaron a descansar al campamento juvenil internacional de Artek, en Crimea. Poco después, Amaya fue enviada a la «Casa Infantil Internacional» de Ivánovo, a 300 kilómetros de Moscú. Un albergue donde se acogía a dos centenares de niños de diferentes países, hijos de comunistas muertos o encarcelados. Rubén, con catorce años ingresó en ese albergue. Empezó a trabajar en la fábrica Lijachov de automóviles y aprendió una profesión en el colegio número 19 de Moscú. En el torno donde trabajó, según su hermana, se instaló una placa en su honor con el texto: «Aquí, en mil novecientos treinta y cinco, trabajó Rubén Ruiz lbárruri».
Rubén fue acogido dos años por la familia del historiador Panteleimón Lepeshinski y su esposa, la bióloga Olga Lepeshínskaya, miembros del disuelto partido bolchevique. Rubén con quince años pidió alistarse en el ejército soviético para poder luchar en la incipiente guerra civil española. Fue admitido para ir a una escuela de aviación en Stalingrado donde sin embargo, no pudo presentarse a piloto debido al daltonismo que padecía.

### Guerra civil y exilio
Regresó a España y se alistó como soldado raso en el Ejército Popular de la República concretamente en las Brigadas Internacionales. Cuando en agosto de 1937 el mayor Aleksandr Rodímtsev lo conoció, para entonces Rubén había ascendido a cabo. Un año después participó en la batalla del Ebro, la más importante de la guerra, tras la cual ascendió al rango de sargento.
En febrero de 1939, tras la derrota del gobierno republicano, huyó a Francia junto a otros elementos del ejército republicano y miles de personas. Las autoridades francesas lo trasladaron al campo de concentración de Argelès-sur-Mer, junto a otros miles de republicanos. Rubén logró escapar y alcanzar la embajada soviética en París, desde la cual logró regresar a la Unión Soviética en barco, reuniéndose con su madre y su hermana Amaya en Púshkino, a treinta kilómetros de Moscú.
Una vez en Moscú de nuevo, en el otoño de 1939, entró en el Ejército Rojo, en la Academia Militar de Btzika en Moscú, de la que saldría con el rango de teniente. Tras licenciarse, fue destinado a la 1.ª División Proletaria estacionada en la capital soviética.

### Gran Guerra Patria

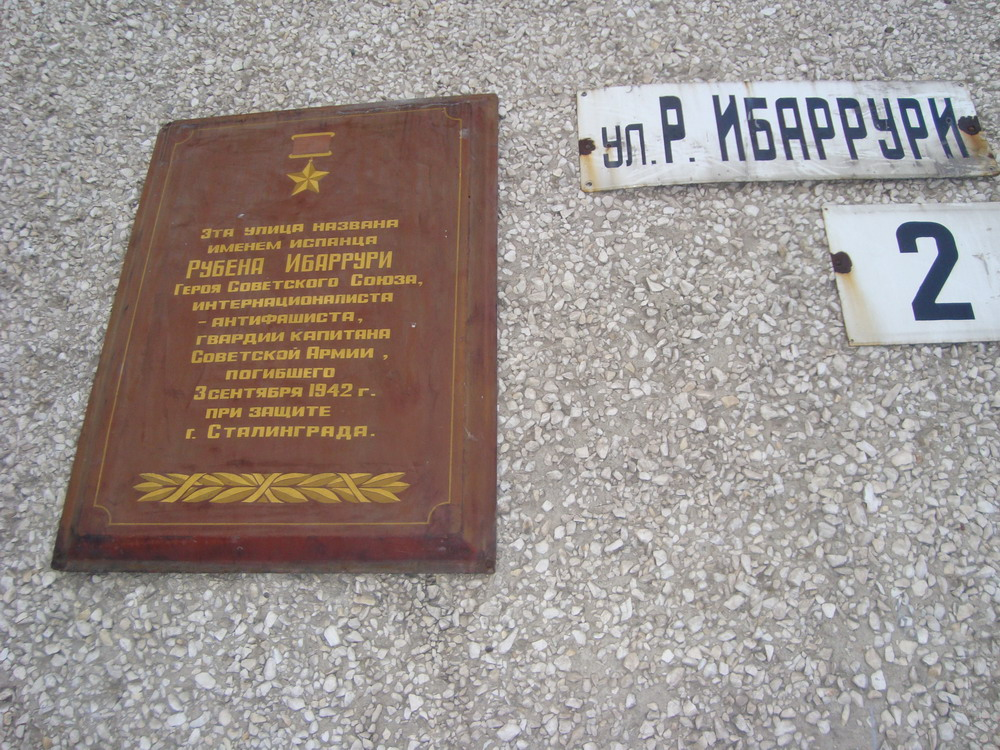
Placa en memoria de Rubén Ibárruri en la calle nombrada en su honor, en la ciudad rusa de Lípetsk.

Tras el estallido de la Segunda Guerra Mundial, y la invasión alemana de la Unión Soviética, Rubén fue movilizado para la que llamarían «Gran Guerra Patria». A principios de julio de 1941 estaba al mando de una compañía de ametralladoras del 175.ª Regimiento de Fusileros Motorizados de la 1.ª División de Fusileros Motorizada del 20.º Ejército, cubriendo la retirada soviética cerca de Borísov, en Bielorrusia. El grueso de la ofensiva alemana estaba concentrado en esta zona. Las tropas soviéticas a lo largo de seis horas detuvieron el avance nazi y protegieron el puente a lo largo del río Berezina para proteger la retirada de las tropas ante el avance nazi. Fue uno de los supervivientes, las ametralladoras se quedaron sin munición y atacaron al enemigo con granadas y un cuerpo a cuerpo donde resultó gravemente herido, con metralla en uno de sus brazos.
Unos meses después, en septiembre, fue condecorado por sus acciones con el reconocimiento al valor militar más alto, la Orden de la Bandera Roja, el 22 de julio de 1941 por el Presidente del Presidium del Soviet Supremo de la URSS, Mijaíl Kalinin, en persona y trasladado a un hospital en la ciudad de Oriol. Desde allí pudo enviar una carta a su madre y su hermana para comunicarles que seguía vivo. Con el rápido avance alemán, lo llevaron a un hospital de Moscú donde se reencontró con su madre y hermana. El 16 de octubre llegó una orden de evacuar la capital y fueron trasladados en tren al interior durante diez días sin apenas comida, llegando a Ufá, cerca de los montes Urales.

### Batalla de Stalingrado
Ya en 1942 regresaría al frente, por petición propia como teniente primero. Lo hizo encuadrado en una unidad que fue enviada a la batalla de Stalingrado. Para entonces se encontraba al mando de una compañía de ametralladoras de la 35.ª División de Fusileros de la Guardia (al mando del mayor general Vasili Glazkov). Cuando en agosto de 1942 llegó a Stalingrado, su unidad fue situada en el sector de Samojválovka-Kotlubán, con la misión de resistir a los alemanes en este sector. La ciudad de Stalingrado estaba sufriendo un duro sitio, estaba en ruinas y ardiendo. Su compañía de ametralladoras tenía la misión de defender la estación de tren de Kotlubán (Железнодорожная станция Котлубань), a unos treinta kilómetros al norte de la ciudad. La noche del 23 de agosto su unidad fue atacada por tanques enemigos e infantería motorizada, provocando muchas bajas entre los defensores soviéticos. Después de que el comandante de su batallón cayera muerto, Ibárruri asumió el mando de la defensa soviética, hasta que al día siguiente cayó gravemente herido, alcanzado por una bala. Fue enviado a un hospital de campaña en Srédniaya Ájtuba a unos veinte kilómetros de la ciudad, al otro lado del Volga, donde murió a causa de sus heridas el 3 de septiembre de 1942, a los 22 años. Fue enterrado ese mismo día, en una fosa común, en el centro del distrito de Srédniaia Ajtuba. El 22 de septiembre, recibió a título póstumo una segunda condecoración con la Orden de la Bandera Roja por su valor y heroísmo durante la defensa de Stalingrado y el ascenso a capitán.

La compañía de ametralladoras, mandada por Rubén Ibárruri, destrozó las primeras líneas del enemigo... En esta batalla, el teniente primero de la guardia Rubén Ibárruri cayó mortalmente herido y fue trasladado por sus compañeros al hospital... Pese al esfuerzo de los médicos por salvar la vida del joven español, al amanecer del 3 de septiembre de 1942 Rubén dejó de existir.
Mensaje de Nikita Jruschov

El 2 de noviembre de 1948 la fosa común donde había sido enterrado fue abierta, sus restos exhumados, puestos en un ataúd de zinc y trasladados a Stalingrado, donde fueron nuevamente enterrados en la plaza de los combatientes caídos. El 23 de agosto de 1956, por decreto del Sóviet Supremo de la Unión Soviética «Por el heroísmo demostrado en la lucha contra los invasores nazis» se le concedió la más alta condecoración soviética el título de Héroe de la Unión Soviética.

## Monumentos y conmemoraciones

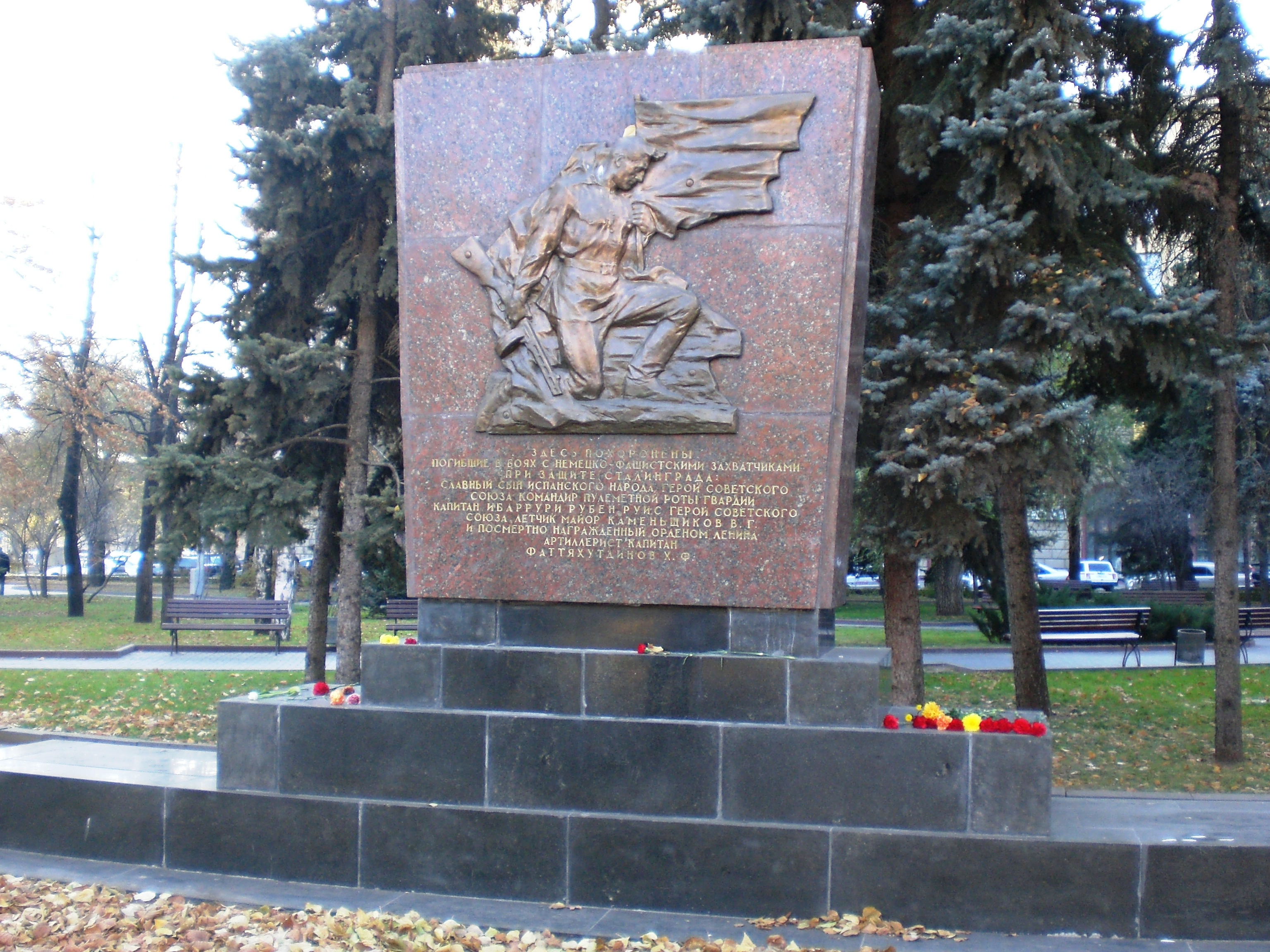
Monumento a Rubén Ibárruri en Volgogrado (antigua Stalingrado).

- El 2 de noviembre de 1948, sus restos fueron desenterrados y trasladados al memorial del Mamáyev Kurgán, el gran monumento soviético por la batalla de Stalingrado en Volgogrado, junto a otros héroes en los combates, donde tiene un monumento dedicado en su honor en la sección llamada «los héroes caídos».[25]

- La «35.ª División de Fusileros de la Guardia» donde falleció Rubén Ibárruri, llegó desde Stalingrado hasta Berlín, la bandera de la división se conserva en el antiguo Museo Central del Ejército soviético, actual Museo Central de las Fuerzas Armadas, acompañado de documentos, fotografías y objetos personales de Rubén Ibárruri.[26]

- En el distrito Gorodishchensky de la ciudad, se instaló una estela en su honor.[27]

- Hay un monumento en forma de estela con un retrato en relieve de Ibárruri unido a un obelisco con una cápsula del tiempo, desde el 25 de septiembre de 1975 en la escuela número 7 de la ciudad de Mijáilovka, en el Óblast de Volgogrado y, desde 1985, una placa honorífica.[28]

- En el campamento Artek de Crimea donde residió, su nombre R. Ibárruri («Р. ИбарруриR») figura en la lista de antiguos miembros del campamento.[6][28]

- En Moscú, en la escuela número 19 donde se graduó, hay una placa conmemorativa desde 2011 en su honor junto a otros héroes que pasaron por la escuela.[28][29]

- El 14 de julio de 1972 la astrónoma soviética Liudmila Zhuravliova en Crimea, nombró el asteroide (2423) Ibarruri en su honor.[30]

- En la ciudad rusa de Lípetsk hay una calle en su honor y en la casa número 2 una placa conmemorativa desde 1982.[31]

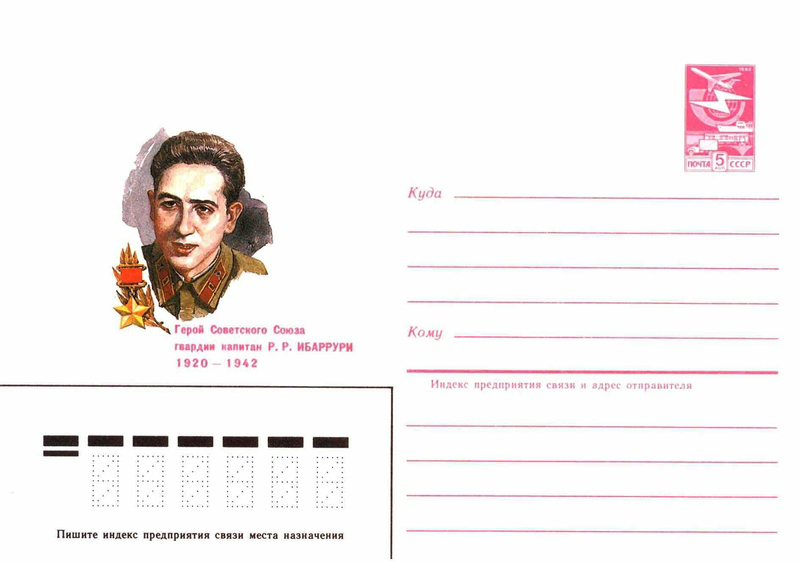
Tarjeta postal soviética de 1984 en honor a los Héroes de la Unión Soviética con el retrato de Rubén Ibárruri

- La Unión Soviética publicó una colección de tarjetas postales con personas galardonadas con el título de Héroes de la Unión Soviética, en una de las cuales, figura Rubén Ibárruri (derecha).

- En 1990 se estrenó la película Stalingrado del director Yuri Ozerov, donde el actor Fernando Allende representa al teniente Rubén Ibárruri en la batalla. En la película erróneamente Rubén Ibárruri tiene el rango de capitán, cuando este rango fue otorgado a título póstumo.[32]

## Condecoraciones
|  | Héroe de la Unión Soviética (28 de agosto de 1956, póstumamente)                 |
|  | Orden de Lenin (28 de agosto de 1956, póstumamente)                              |
|  | Orden de la Bandera Roja, dos veces (22 de julio de 1941, 20 de octubre de 1942) |